# Inducción artificial de inmunidad
La inducción artificial de inmunidad a enfermedades específicas hace que las personas sean inmunes a la enfermedad por otros medios que no sean esperar a que la contraigan. El propósito es reducir el riesgo de muerte y sufrimiento.
La inmunidad contra las infecciones que pueden causar enfermedades graves es generalmente beneficiosa. Dado que Pasteur brindó apoyo a la teoría de los gérmenes de las enfermedades infecciosas, hemos inducido cada vez más inmunidad contra una gama cada vez mayor de enfermedades para prevenir los riesgos asociados de las infecciones salvajes. Se espera que una mayor comprensión de la base molecular de la inmunidad se traduzca en una mejor práctica clínica en el futuro.

## Variolación y viruela
La primera inducción artificial de inmunidad registrada en humanos fue por variolación o inoculación, que es la infección controlada de un sujeto con una forma natural menos letal de viruela (conocida como Variola Minor) para que sea inmune a la reinfección con más forma natural letal, Variola Major. Esto fue practicado en la antigüedad en China e India, e importado a Europa, a través de Turquía, alrededor de 1720 por Lady Montagu y tal vez otros. Desde Inglaterra, la técnica se extendió rápidamente a las Colonias, y también fue difundida por esclavos africanos que llegaron a Boston.
La variolación tenía la desventaja de que el agente de inoculación utilizado seguía siendo una forma activa de viruela y, aunque era menos potente, podía matar al inocuo o propagarse en su forma completa a otras personas cercanas. Sin embargo, dado que el riesgo de muerte por inoculación con Variola Minor era solo del 1% al 2%, en comparación con el riesgo de muerte del 20% por la forma natural de la viruela, los riesgos de inoculación generalmente se consideraron aceptables.

## Vacunación
En 1796, Edward Jenner, un médico y científico que había practicado la variolación, realizó un experimento basado en el conocimiento popular de que la infección con viruela vacuna, una enfermedad con síntomas menores que nunca fue mortal, también confirió inmunidad a la viruela. La idea no era nueva; Benjamin Jesty lo había demostrado algunos años antes, y no había publicado su descubrimiento. En 1798, Jenner amplió sus observaciones al mostrar que la viruela del virus podía transmitirse de una lesión en un paciente a otros a través de cuatro transferencias de brazo a brazo y que el último de la serie era inmune al exponerlo a la viruela. Jenner describió el procedimiento, distribuyó su vacuna libremente y proporcionó información para ayudar a aquellos que esperan establecer sus propias vacunas. En 1798 publicó su información en su famosa Investigación sobre las causas y los efectos... de la viruela de las vacas. Se le atribuye ser el primero en comenzar investigaciones detalladas sobre el tema y en llamar la atención de la profesión médica. A pesar de cierta oposición, la vacunación se hizo cargo de la variolación. 
Jenner, como todos los miembros de la Royal Society en esos días, era empirista. La teoría para apoyar nuevos avances en la vacunación llegó más tarde. 

## Teoría de los gérmenes
Artículos principales Louis Pasteur: Teoría de los gérmenes de la enfermedad
En la segunda mitad del siglo XIX, Louis Pasteur perfeccionó experimentos que refutaban la teoría popular de la generación espontánea y de la cual derivaba la teoría moderna de las enfermedades (infecciosas). Utilizando experimentos basados en esta teoría, que postulaba que microorganismos específicos causan enfermedades específicas, Pasteur aisló el agente infeccioso del ántrax. Luego obtuvo una vacuna al alterar el agente infeccioso para que sea inofensivo y luego introdujo esta forma inactiva de los agentes infecciosos en los animales de granja, que luego resultó ser inmune a la enfermedad. 
Pasteur también aisló una preparación cruda del agente infeccioso para la rabia. En un valiente desarrollo rápido de la medicina, probablemente salvó la vida de una persona que había sido mordida por un perro claramente rabioso al realizar el mismo proceso de inactivación en la preparación de la rabia y luego inocular al paciente con ella. El paciente, que se esperaba que muriera, vivió y, por lo tanto, fue la primera persona vacunada con éxito contra la rabia. René Dubos, Louis Pasteur: Freelance Of Science, Little, Brown and Company, 1950. 
Ahora se sabe que el ántrax es causado por una bacteria, y se sabe que la rabia es causada por un virus. Es razonable esperar que los microscopios de la época muestren bacterias, pero las imágenes de los virus tuvieron que esperar hasta el desarrollo de los microscopios electrónicos con su mayor poder de resolución en el siglo XX.

## Toxoides
Algunas enfermedades, como el tétanos, causan enfermedades no por el crecimiento bacteriano sino por la producción bacteriana de una toxina. La toxina tetánica es tan letal que los humanos no pueden desarrollar inmunidad a una infección natural, ya que la cantidad de toxina y el tiempo requerido para matar a una persona es mucho menor que el requerido por el sistema inmunitario para reconocer la toxina y producir anticuerpos contra ella. Sin embargo, la toxina tetánica se desnaturaliza fácilmente perdiendo su capacidad de producir enfermedades, pero dejándola capaz de inducir inmunidad al tétanos cuando se inyecta en los sujetos. La toxina desnaturalizada se llama toxoide. 

## Adyuvantes
El uso de moléculas simples como los toxoides para la inmunización tiende a producir una respuesta baja por parte del sistema inmunitario y, por lo tanto, una memoria inmunitaria deficiente. Sin embargo, agregar ciertas sustancias a la mezcla, por ejemplo, adsorber el toxoide tetánico sobre el alumbre, mejora en gran medida la respuesta inmune. Estas sustancias se conocen como adyuvantes. Se han usado varios adyuvantes diferentes en la preparación de vacunas. Los adyuvantes también se usan de otras maneras en la investigación del sistema inmune. 
Un enfoque más contemporáneo para "impulsar" la respuesta inmune a moléculas inmunogénicas más simples (conocidas como antígenos) es conjugar los antígenos. La conjugación es la unión al antígeno de otra sustancia que también genera una respuesta inmune, amplificando así la respuesta general y causando una memoria inmune más robusta al antígeno. Por ejemplo, un toxoide podría estar unido a un polisacárido de la cápsula de la bacteria responsable de la mayoría de la neumonía lobular.

## Inmunidad inducida temporalmente

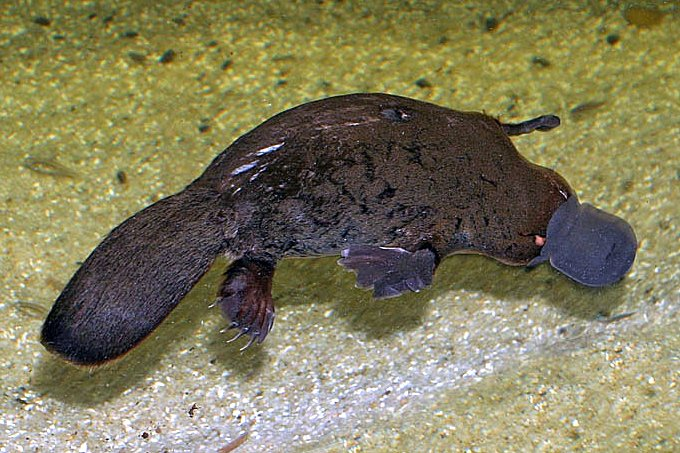
Ornitorrinco: los monotremas carecen de transferencia placentaria de inmunidad

La inmunidad temporal a una infección específica se puede inducir en un sujeto al proporcionarle moléculas inmunes producidas externamente, conocidas como anticuerpos o inmunoglobulinas. Esto se realizó por primera vez (y todavía se realiza a veces) tomando sangre de un sujeto que ya es inmune, aislando la fracción de la sangre que contiene anticuerpos (conocida como suero) e inyectando este suero en la persona para la que se desea inmunidad. . Esto se conoce como inmunidad pasiva, y el suero que se aísla de un sujeto y se inyecta en otro a veces se llama antisuero. El antisuero de otros mamíferos, especialmente los caballos, se ha utilizado en humanos con resultados generalmente buenos y, a menudo, que salvan vidas, pero existe cierto riesgo de shock anafiláctico e incluso de muerte por este procedimiento porque el cuerpo humano a veces reconoce los anticuerpos de otros animales como proteínas extrañas. La inmunidad pasiva es temporal, porque los anticuerpos que se transfieren tienen una vida útil de solo 3 a 6 meses. Cada mamífero placentario (que incluye a los humanos) ha experimentado inducida temporalmente la inmunidad mediante la transferencia de homólogos anticuerpos de su madre a través de la placenta, lo que le da inmunidad pasiva a cualquiera que sea su madre se convirtió en inmune. Esto permite cierta protección para los jóvenes mientras se desarrolla su propio sistema inmune. 
Ahora se pueden fabricar inmunoglobulinas humanas sintéticas (recombinantes o clonadas), y por varias razones (incluido el riesgo de contaminación por priones de materiales biológicos) es probable que se usen cada vez con más frecuencia. Sin embargo, son caros de producir y no están en producción a gran escala a partir de 2013. En el futuro podría ser posible diseñar artificialmente anticuerpos para ajustarse a antígenos específicos, luego producirlos en grandes cantidades para inducir inmunidad temporal en las personas antes de la exposición a un patógeno específico, como una bacteria, un virus o un prion. En la actualidad, la ciencia para comprender este proceso está disponible, pero no la tecnología para realizarlo.